# Sun Linlin
Sun Linlin (chiń. 孙琳琳; ur. 3 października 1988) – chińska łyżwiarka szybka, specjalizująca się w short tracku. Złota medalistka olimpijska z Vancouver.
Igrzyska w 2010 były jej pierwszą olimpiadą. Wspólnie z koleżankami zdobyła złoto w sztafecie, międzynarodowe sukcesy odnosi głównie w tej konkurencji. W Kanadzie startowała również na dystansie 1000 i 1500 metrów.